# Волінтірешть
Волінтірешть, Волінтірешті (рум. Volintirești) — село у повіті Ясси в Румунії. Входить до складу комуни Александру-Іоан-Куза.
Село розташоване на відстані 309 км на північ від Бухареста, 57 км на захід від Ясс.

## Населення
За даними перепису населення 2002 року у селі проживали 448 осіб, усі — румуни. Усі жителі села рідною мовою назвали румунську.